# MUSIC FLOW
『MUSIC FLOW』（ミュージック・フロウ）は、ZIP-FMで放送されているラジオ番組。

## 概要
深夜および早朝枠で放送されているフィラー番組。主に1980年代・1990年代の洋楽がかかることが多いものの、時に最新の洋楽やZ-POP（ZIP-FM内でのJ-POPの呼称）も流れることがある。
流れるジャンルはノンジャンルになっているため、ロック・ポップスだけでなくヒップホップやラップなど非常に多彩である。

## 放送内容
- かかる曲に関しては概要を参照。フルコーラスではなく、かつ頻繁に番組ジングルが挿入されるため、他のフィラー番組にあるような落ち着いた雰囲気とは言い難いものになっている。
- CMが挿入される場合がある（主に放送局主催のイベント情報。放送終盤には次の番組の告知が入る）。
- 土曜・日曜の6:00 - 6:08に「GLOBAL VOICE」（外国人向けの生活情報コーナー）が挿入されることもあった。
- 2020年4月からは曜日ごとに異なるテーマが設定されている。[1]
  - 月曜: 80's MONDAY
  - 火曜: J-POP TUESDAY
  - 水曜: 90's WEDNESDAY
  - 木曜: 2000's THURADAY
  - 金曜: JAZZ FRIDAY (25時 - )
  - 土曜・日曜: 5:00 -  60's&70's MIX / 深夜2:00 -  ALL MIX SATURDAY(SUNDAY)

- 2020年 6月7日深夜 - 11日深夜までは以下のテーマで放送。[2]
  - 月曜: 初リクエスト大会
  - 火曜: 『トップガン』続編完成記念・80’s映画音楽特集
  - 水曜: 日本のシティポップ特集
  - 木曜: ZIP HOT 100「No.1ソング」を開局から順番に聴く会（90’s編）
  - 金曜: ZIP HOT 100「No.1ソング」を2000年1月から順番に聴く会（2000’s編）

## 放送時間
- （月曜日 - 金曜日）26:00 - 29:00〔（火曜日 - 土曜日）2:00 - 5:00〕
- （土曜日）5:00 - 6:00・26:00 - 29:00〔（日曜日）2:00 - 5:00〕
- （日曜日）5:00 - 6:00・26:00 - 29:00〔（月曜日）2:00 - 5:00〕（日曜日の月2・3回は放送設備メンテナンスのため放送休止の場合あり。その場合『REAL ROCKS』の休止を伴うケースもある）

- かつて（2010年4月から2011年9月まで）「American Top 40」が放送されていた時、同番組が日曜深夜（月曜早朝）に放送設備メンテナンスになった場合、月曜深夜（火曜早朝）にスライドされて放送されるため休止になった（以前にも同様の措置が取られたことがある）。かつ日曜深夜（月曜早朝）の放送は繰り上げ（25:00 - 27:00 ［1:00 - 3:00］）になることもあった。それ以前（2010年3月まで）は土曜深夜（日曜早朝）が放送設備メンテナンスに充てられたため、日曜深夜（月曜早朝）は、それに伴い放送休止になった「American Top 40」がスライド放送されるため休止になった。また月曜深夜（火曜早朝）に「REAL ROCKS」が充てられることもあった（その場合は27:00 - 28:30 ［3:00 - 4:30］に短縮）。

放送休止の際、NOW ON AIR機能で「MUSIC FLOW」扱いの楽曲やジングルが表記されることがあるが、あくまで試験電波である。また、この部分はradikoでは流れていない。

## 構成が似たような番組
※ここでは愛知県および東海3県下にある放送局のみを記す。

### 現在放送中の番組
- メ〜テレ - Sound Storm
  - 日曜を除く毎日、深夜枠で流れるフィラー番組。天気予報を画面で表示し、BGMとして曲を流している。アーティストのアルバムを利用している。

### 過去に放送していた番組
- RADIO-i - Journey
  - 日曜を除いた毎日、深夜枠で流れるフィラー番組。MegaNet枠の一つ。福岡県にあるLOVE FMでもネット。RADIO-iの放送は2010年9月29日に終了。
- ＠FM - ＠FM MUSIC!
  - 月曜から木曜までの深夜枠で流れていたフィラー番組。2018年12月をもって終了。